# Fissilicreagris imperialis
Fissilicreagris imperialis är en spindeldjursart som först beskrevs av William B. Muchmore 1969.  Fissilicreagris imperialis ingår i släktet Fissilicreagris och familjen helplåtklokrypare. IUCN kategoriserar arten globalt som sårbar. Inga underarter finns listade i Catalogue of Life.